# Lawrence Cannon
Pour les articles homonymes, voir Cannon.
Lawrence Cannon, né le 6 décembre 1947 à Québec, est un homme politique canadien. Il a été député de La Peltrie à l'Assemblée nationale du Québec de 1985 à 1994 et ministre du gouvernement du Québec de 1988 à 1994.  Il a été député conservateur de Pontiac à la Chambre des communes du Canada de 2006 à 2011. Il a été ministre des Transports, de l'Infrastructure et des Collectivités et, de 2008 à 2011, ministre des Affaires étrangères du Canada. Il est ambassadeur du Canada en France de 2012 à 2017.

## Biographie

### Jeunesse et études
Fils de Louis Cannon et de Rosemary Power, il est également le petit-neveu de Lawrence Arthur Dumoulin Cannon, un politicien libéral qui siégea à la Cour suprême du Canada.
Il est détenteur d'un baccalauréat (B.A., 1971) en Science politique de l'Université de Montréal et d'une maîtrise en administration des affaires (1979) de l'Université Laval.

### Carrière provinciale
Secrétaire particulier du premier ministre du Québec Robert Bourassa de 1971 à 1976, il est conseiller municipal de la Ville de Cap-Rouge de 1979 à 1985.
Lors de l'élection générale québécoise de 1985, Cannon est élu député de La Peltrie à l'Assemblée nationale du Québec pour le Parti libéral du Québec.  Il est réélu lors de l'élection générale de 1989. Il est successivement adjoint parlementaire du ministre du Commerce extérieur et du Développement technologique (1985-1988), ministre du Tourisme (1988-1989), vice-président de l'Assemblée nationale (1989-1990) et ministre des Communications (1990-1994) du Québec dans le second gouvernement de Robert Bourassa. Il démissionne comme député le 31 janvier 1994.
En 2001, après une carrière chez Unitel et comme consultant dans le domaine des communications, Cannon est élu conseiller de la ville fusionnée de Gatineau. Il sert à titre de président de la Société de transport de l'Outaouais de janvier 2002 à novembre 2005.

### Carrière fédérale

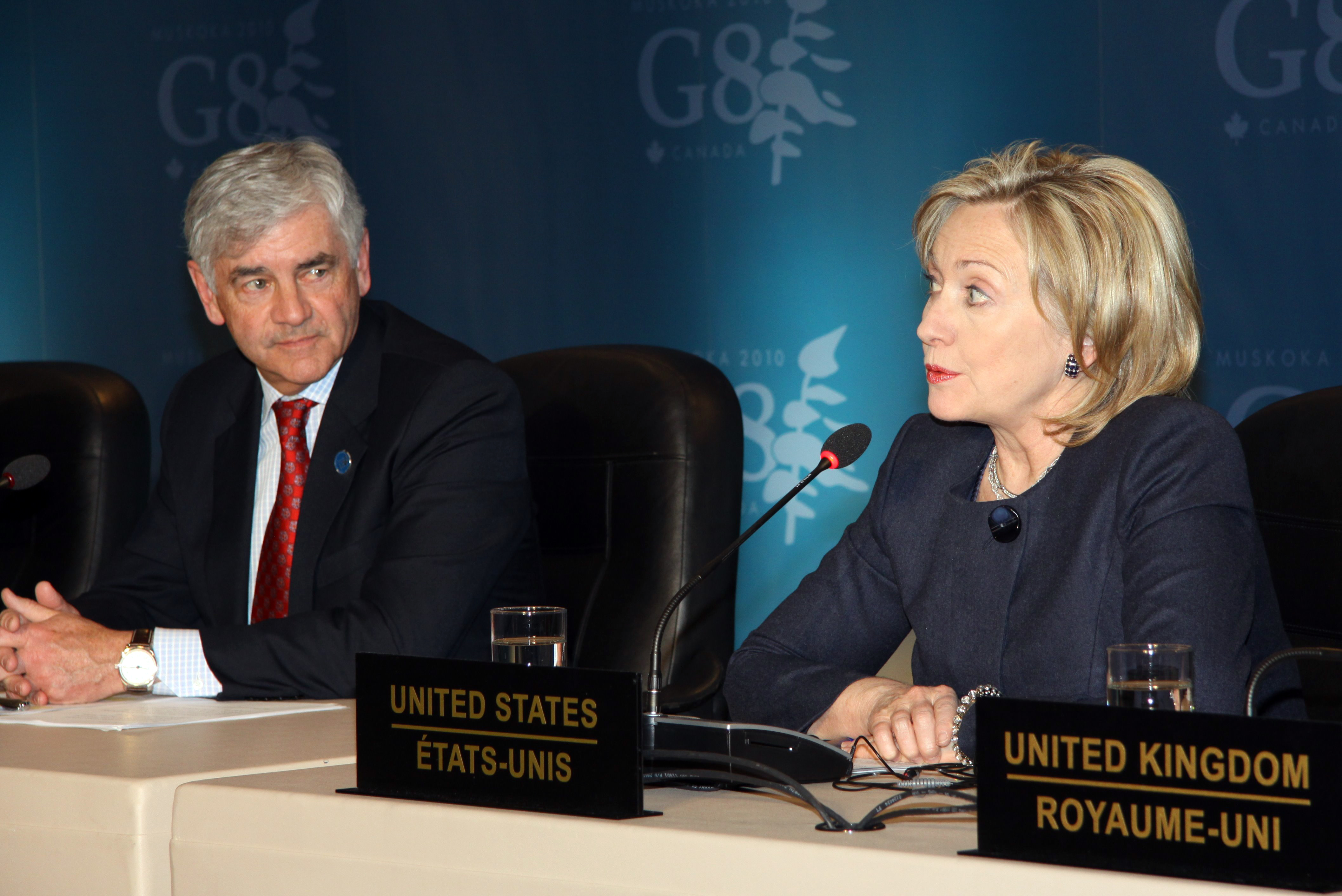
Lawrence Cannon en compagnie d'Hilary Clinton, alors Secrétaire d'État des États-Unis.

Le 16 septembre 2005, il est nommé chef-adjoint de cabinet pour le Parti conservateur du Canada. Il est l'un des 10 conservateurs québécois à être élus lors de l'élection fédérale canadienne du 23 janvier 2006. Stephen Harper avait annoncé pendant la campagne électorale que Cannon, candidat vedette au Québec, ferait partie de son conseil des ministres. Il est ministre des Transports, de l'Infrastructure et des Collectivités du 6 février 2006 au 29 octobre 2008.
Il est l'un des 17 députés conservateurs identifiés par Élections Canada pour son implication dans la fraude pancanadienne de ce parti concernant leurs dépenses électorales des élections de 2006 (10 000$). La cause a été entendue par la Cour fédérale, qui a conclu que les méthodes du Parti conservateur étaient légales,.
Il est réélu lors de l'élection générale du 14 octobre 2008 et, le 30 octobre 2008, il est nommé ministre des Affaires étrangères du Canada, poste qu'il occupe jusqu'au 17 mai 2011.
Il est défait lors de l'élection générale du 2 mai 2011, qui a donné la majorité des élus à son parti (ailleurs qu'au Québec). Lawrence Cannon est aussitôt pressenti par des collègues et par des analystes pour être nommé ambassadeur. Il est nommé ambassadeur canadien en France le 10 mai 2012.
Le fonds d’archives Lawrence Cannon est conservé au centre d’archives de Québec de la Bibliothèque et Archives nationales du Québec.

## Titre honorifique
Membre du Conseil privé de la Reine pour le Canada (C.P.)